# William Davidson (Schotse handelaar)

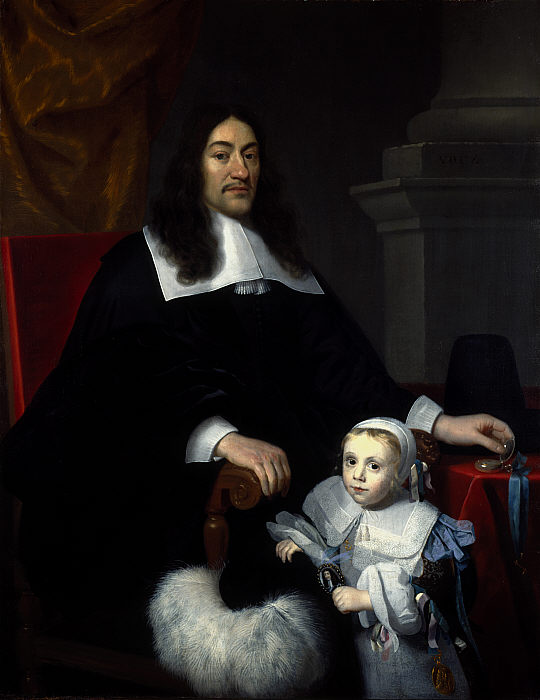
Sir William Davidson of Curriehill en zijn zoon Charles, geschilderd door Abraham van den Tempel (1664)

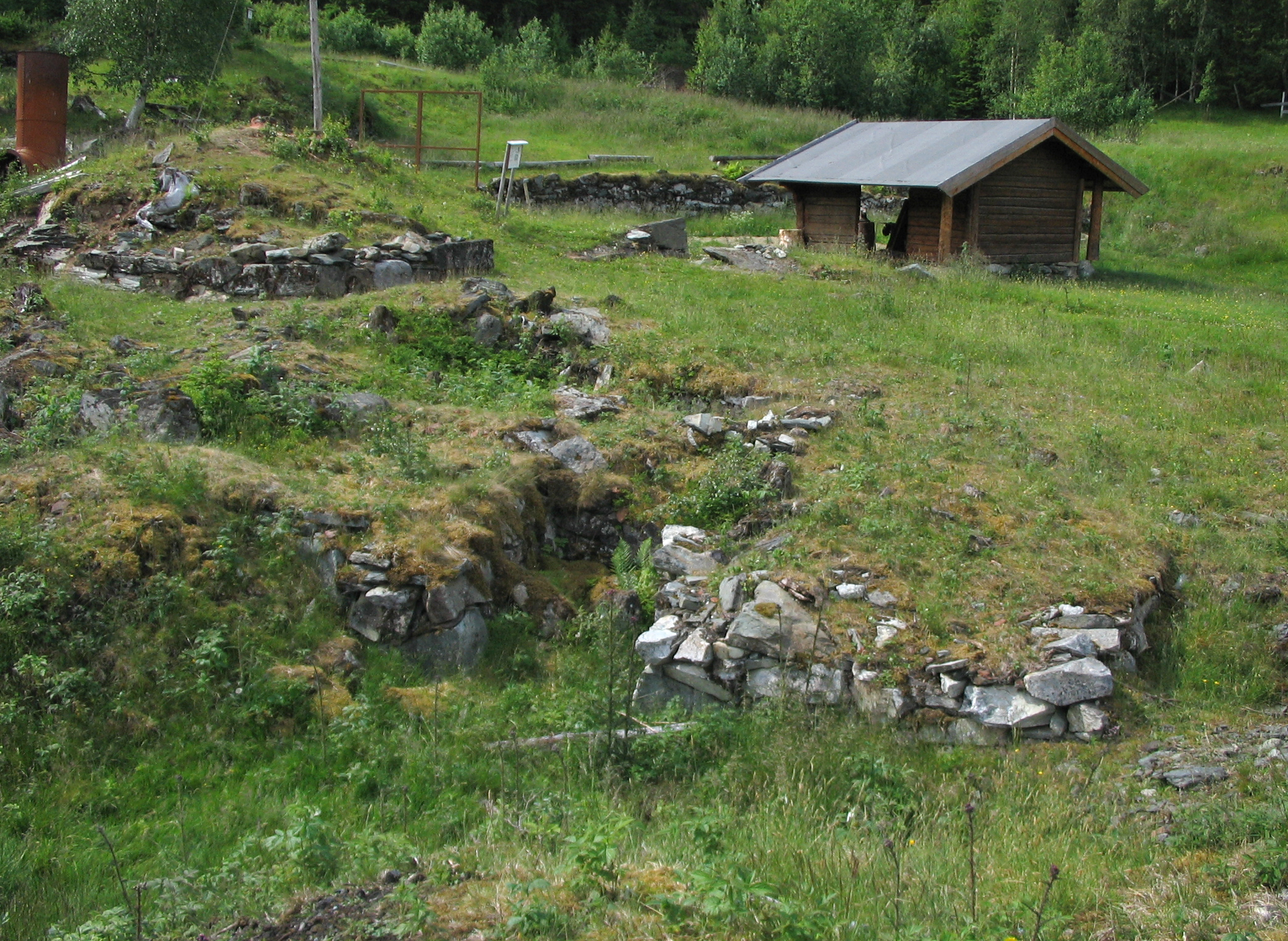
Overblijfselen van de Mostadmarka-ijzerhut in Malvik

Sir  William Davidson, 1e Baronet van Curriehill (Dundee, 1614/5 - Edinburgh, ca. 1689) was een Schotse handelaar in Amsterdam. Hij was een agent en spion voor koning Charles II van Engeland en lid van zijn raad van adviseurs, de Privy Council.

## Leven
Over zijn jeugd en voorouders is niets bekend. Hij vestigde zich na 1640 in de Nederlandse republiek en handelde in de Oostzeeregio. Davidson woonde en werkte in de Warmoesstraat, vlak bij de Oude Kerk. In 1645 trouwde hij met Geertruid Schuring, waarbij hij verklaarde dat hij destijds 29 was. In 1648 stelde hij Antoni van Leeuwenhoek aan als assistent. Van Leeuwenhoek bleef zes jaar in zijn dienst. 
Tijdens de Engelse Burgeroorlog koos hij de kant van de Stuarts. In 1652 stierf zijn vrouw. Hij hertrouwde met Geertruid van Dueren, die in 1658 stierf. In die jaren woonde hij op het Waalseiland, vlak bij de haven, en verkocht hij wijn in Stockholm.
In mei 1660 had hij een ontmoeting met Charles II in Den Haag op weg naar Engeland. In juli 1660 verbleef Maria Henriëtte Stuart in zijn huis aan de Herengracht om met de Amsterdamse burgemeesters een overeenkomst te sluiten over het onderwijs van haar tienjarige kleinzoon Willem III van Oranje. In februari trouwde hij met Elisabeth Klenck, een zuster van Johannes Klencke, die bij een onbekende gelegenheid de Klencke Atlas aan de koning overhandigde.
In 1662 werd hij aangesteld als agent van Charles II in Amsterdam; hij was al in 1661   door de koning geridderd als baronet en als conservator van de stapel in Veere. In 1664, tijdens de Tweede Engels-Nederlandse Oorlog, verhuisde hij naar Hamburg. In 1666 was hij samen met Koert Adelaer betrokken bij een zoutbedrijf in Denemarken.
Vanaf 1664 won hij ijzer in Malvik, ten oosten van Trondheim, met toestemming voor 20 jaar van Frederik III van Denemarken en Hannibal Sehested, Frederiks gouverneur van Noorwegen. Davidson begon vanaf 1656 zwaar te investeren in de ijzerhut en plaatste Alexander Wishart uit Edinburgh daar in 1658 als directeur. Hij was betrokken bij een zaagmolen en de productie van teer.
In 1666 verkocht hij zijn ijzerhut aan zijn zwager Coenraad van Klenck, evenals zijn aandeel in het zoutbedrijf. In 1667 woonde hij in Edinburgh. Davidson bemiddelde tussen Charles II en Johan de Witt.
In 1668 probeerde hij het stapelrecht van Veere, een Nederlandse stad met een grote Schotse bevolking, naar Dordrecht te verplaatsen. Maar de latere stadhouder Willem III wist dit na enige tijd weer terug te draaien.
In 1668 werd hij geadeld als Baronet van Curriehill. In 1672 was hij betrokken bij de tabakshandel op Virginia.
Volgens een brief van koning Christian IV van Denemarken kreeg hij op 14 oktober 1670 toestemming om te beginnen met het delven van koper in Klæbu, ten zuiden van Trondheim. Hij startte de Ulrichsdal Mining Company en bouwde een smeltcabine in Hyttefossen in Klaebu. Hij ging failliet en in 1675 was hij uit Trondheim verdwenen. Davidson bracht de rest van zijn leven door met het oplossen van juridische strijd tegen een groot aantal klachten van de burgerlijke en handelsmaatschappij in Trondheim.
In een onbekend jaar, maar na 1678, toen hij in Amsterdam zijn testament opmaakte, vestigde hij zich in Schotland. Zijn erfenis werd verdeeld over zijn vier kinderen Bernard (1648-), Elisabeth (1651-), Catharina Geertrui (1663-) en Agnes (1666-). Catharina erfde zijn Indonesisch zilver en de portretten van zijn schoonouders. Over zijn rariteitenkabinet en lakwerkkast en dozen is niet veel bekend.